# Arne Knardahl
Arne Knardahl (4. marts 1899 i Oslo – 1973) var en norsk bokser som boksede i vægtklassen bantamvægt for 
Kristiania Atletklub. Han var bankassistent i Revisionsbanken.
Han vandt en guldmedalje i vægtklassen bantamvægt i NM 1919. 